# Isocumarina
Isocumarina (1H-2-benzopiran-1-ona; 3,4-benzo-2-pirona) es una lactona, un tipo de compuesto orgánico natural.

## Compuestos naturales conocidos
- Thunberginol A y B

dihydroisocoumarins
- Hydrangenol
- Filodulcina
- Thunberginol C, D, E y G
- El  derivado 3-acetyl-3,4-dihydro-5,6-dimethoxy-1H-2-benzopyran-1-ona se puede encontrar en  Phellodendron chinense, una de las cincuenta hierbas fundamentales de la medicina tradicional china.[2]